# Європейське агентство з морської безпеки
38°42′21″ пн. ш. 9°08′31″ зх. д. / 38.70591° пн. ш. 9.14201° зх. д.

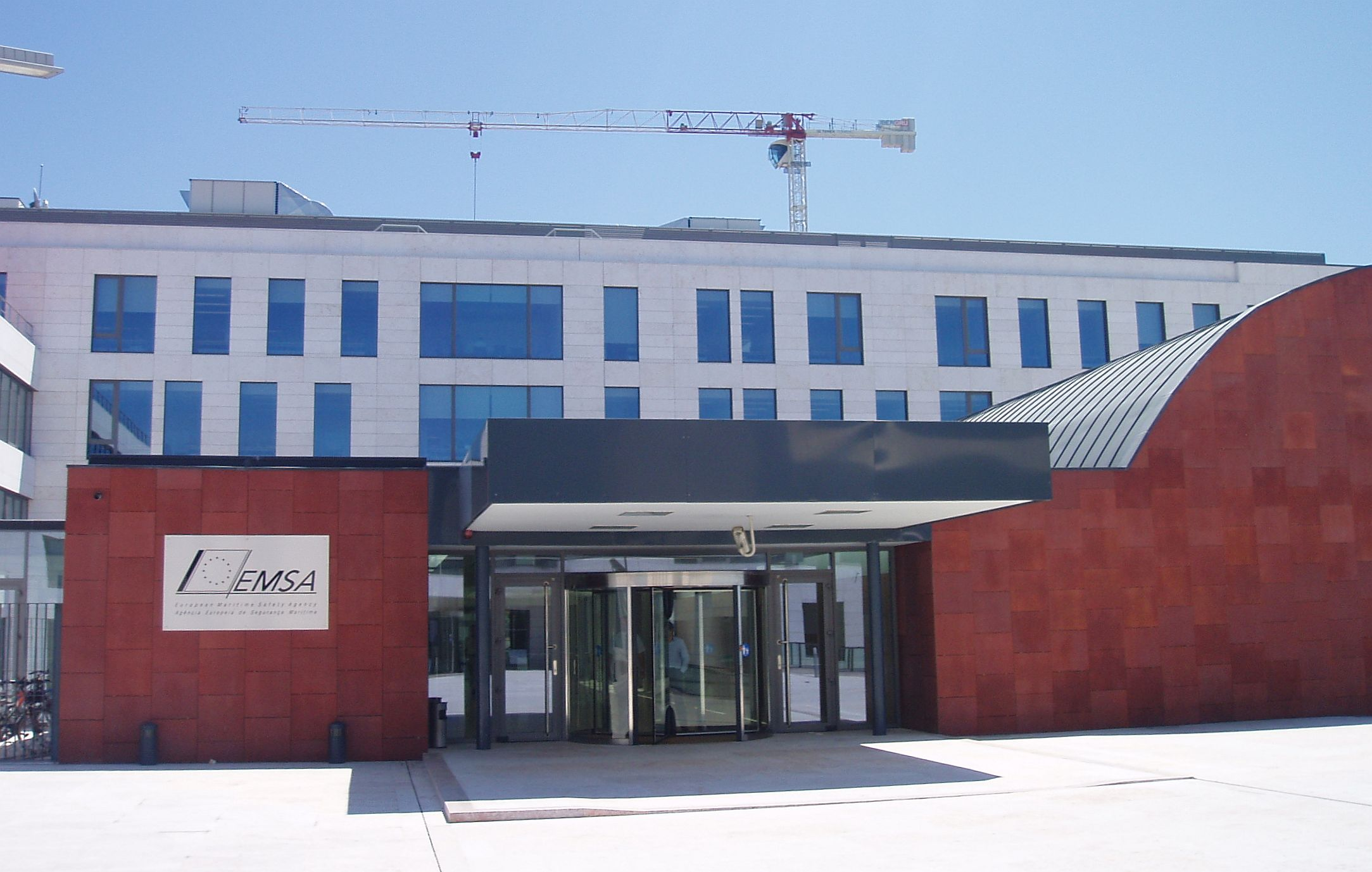
Штаб-квартира Європейського агентства з морської безпеки (EMSA)

Європейське агентство з морської безпеки (англ. European Maritime Safety Agency, EMSA) — децентралізоване агентство Європейського Союзу, що забезпечує контроль виконання європейського законодавства у сфері морської безпеки.

## Роль і функції
Європейське агентство з морської безпеки створено у 2002 році. Ключова роль Агентства — надавати технічну допомогу та підтримку Європейській Комісії, державам-членам у розробці і реалізації законодавства ЄС з морської безпеки, особливо, запобігання забруднення морського середовища з суден.
Функції EMSA:
- вирішує оперативні завдання в області реагування на випадок забруднення нафтою, веде моніторингові спостереження за рухом суден з можливістю їх ідентифікації на далеких відстанях;
- надає технічні, наукові рекомендації Єврокомісії з питань морської безпеки, запобігання забруднення морського середовища з суден, здійснюючи безперервний процес оцінки ефективності заходів на місці;
- надає підтримку, сприяє співробітництву між галузевими партнерами, морськими службами, Комісією, державами-членами, поширюючи передовий досвід;
- надає допомогу Комісії з контролю за реалізацією законодавства Європейського Союзу, що стосується: будівництва суден, планового технічного обслуговування, прийому суднових відходів в портах країн Євросоюзу, сертифікації морського обладнання, безпеки суден, підготовки моряків з країн, що не входять до ЄС, контроль суден державою порту ;
- керує, підтримує набір систем і служб, що дозволяють отримувати, обробляти, поширювати морську інформацію в звітах на рівні ЄС про рух суден і їх вантажів (SafeSeaNet, LRIT Cooperative Data Centre);
- здійснює супутниковий моніторинг (CleanSeaNet), державний портовий контроль (Thetis), сприяючи ефективній роботі системи захисту берегів, територіальних вод країн Європейського Союзу від забруднення з суден.

## Діяльність
Деякі напрямки діяльності Агентства
- Навчання і співробітництво залишаються одним з основних напрямків діяльності Європейського агентства з безпеки на морі з 2004 р. В рамках програми навчання, Агентство надає допомогу країнам ЄС, Норвегії, Ісландії в тих областях, де їм необхідна підтримка. EMSA сприяє співробітництву, поширюючи передовий досвід у галузях, пов'язаних з інтерпретацією і застосуванням законодавства ЄС з морської безпеки; організовує, забезпечує навчання співробітників з країн-членів і потенційних країн-кандидатів, що претендують на членство в Європейському Союзі.

- Державний портовий контроль

На EMSA покладено технічну відповідальність за моніторинг державного портового контролю на рівні ЄС. Це включає: оцінку функціонування держави порту, систем контролю, створених окремими членами Євросоюзу, проведення всебічного аналізу глобальних статистичних даних, що стосуються суден, що заходять в порти ЄС, аналіз даних про окремі інспекції суден, дослідження з оцінки ризиків, які використовуються для розробки цілей і процедур по безперервному поліпшенню діяльності державного портового контролю ЄС.
- Стандарти безпеки

Моніторинг роботи Міжнародної морської організації у сфері стандартів безпеки суден, включно зі звітами про зміни у відповідному міжнародному законодавстві, є частиною завдань Агентства, які передбачають технічну оцінку представлених документів та технічну допомогу з підготовки подань до ІМО.  Технічна підтримка передбачає перегляд та внесення необхідних змін до законодавства ЄС з огляду впровадження нових міжнародних правил. У даний час робота Агентства зосереджена на остійності пасажирських суден типу «ро-ро», які працюють під прапорами країн-членів Європейського Союзу та у водах ЄС.